# 克萊爾山脈
77°10′S 161°11′E / 77.167°S 161.183°E
克萊爾山脈（英語：Clare Range）是南極洲的山脈，位於維多利亞地，處於麥基冰川南岸，從斯珀姆海崖一直延伸至維萊特山脈，以劍橋大學克萊爾學院命名。